# جون لويس (سياسي أمريكي، مواليد 1957)
جون لويس (بالإنجليزية: John Lewis)‏ هو سياسي أمريكي، ولد في 3 أكتوبر 1957. نشط حزبياً في الحزب الجمهوري. وقد انتخب عمدة غيلبرت (16 يونيو 2009 – ).